# Kasimir († um 1220)
Kasimir († um 1220) war Kastellan von Kolberg. Er war als Angehöriger einer Nebenlinie, der Swantiboriden, mit dem im Herzogtum Pommern herrschenden Greifenhaus verwandt.
Kasimir war ein Sohn des Wartislaw Swantiboricz, Kastellans von Stettin. Kasimirs älterer Bruder Bartholomäus von Stettin war vielleicht wie ihr Vater ebenfalls Kastellan von Stettin.
Kasimir selber ist erstmals in zwei Urkunden aus den Jahren 1186/1187 genannt, nämlich in einer Urkunde des pommerschen Herzogs Bogislaw I. und in einer Urkunde des pommerschen Bischofs Siegfried I. In beiden Urkunden steht Kasimir nach seinem Vater Wartislaw an der Spitze der Zeugenreihe. Kasimir war Kastellan von Kolberg.
Über Kasimirs Gemahlin ist nichts bekannt. Sein Sohn Swantibor († nach 1244) war ebenfalls Kastellan von Kolberg. Möglicherweise war auch ein in einer Urkunde aus dem Jahre 1187 genannter Odolaw ein Sohn von Kasimir. 
Kasimir dürfte um das Jahr 1220 gestorben sein. Dies wird daraus gefolgert, dass in einer etwa in diese Zeit zu setzenden Urkunde sein Sohn Swantibor gemeinsam mit seiner Mutter dem Kloster Kolbatz ein Dorf schenkt, ohne Kasimir zu erwähnen.